# Sterowanie rozkładem potencjału
Sterowanie rozkładem potencjału - środki podejmowane podczas ochrony przeciwporażeniiowej podstawowej i dodatkowej stosowanej w instalacjach wysokiego napięcia. Wysterowanie potencjału ma chronić ludzi i zwierzęta przed niebezpiecznymi napięciami dotykowymi i krokowymi w czasie normalnej pracy instalacji oraz w przypadku zwarć. Uziomy, połączone z układem uziemiającym, zakopane są w odległości 1 metra od urządzenia lub innej części przewodzącej na głębokości 0,5 metra poniżej poziomu gruntu.